# Projekt 11451
Projekt 11451 mit dem Decknamen Sokol (russisch „Сокол“; deutsch: „Falke“), von der NATO als Mukha-Klasse bezeichnet, ist eine Klasse von Tragflügelbooten sowjetischer Bauart, die für die U-Jagd konstruiert wurden. Es wurden nur zwei Boote des Typs fertiggestellt.

## Geschichte
Mit militärischen Tragflügelbooten, zuletzt basierend auf dem Rumpf der Torpedoboote des Projekts 206 hatten die sowjetischen Konstrukteure bereits Erfahrungen gesammelt. Projekt 206M, ein Vertreter dieses Typs, wurde jedoch von Dieselmotoren angetrieben und erreichte nur Geschwindigkeiten im Bereich von etwa 40 Knoten.
Ein Testträger für Tragflügelboote mit leistungsfähigem Gasturbinenantrieb, Projekt 1141, war 1977 in Selenodolsk gebaut worden. Projekt 11451 sollte nun eine militärische Version mit einer Bewaffnung werden, die der von Projekt 206M ähnelte. Ein Geschützturm, vier Torpedorohre und Maschinenkanonen zur Nahbereichsverteidigung sollten verbaut werden. Jedoch sollte das Schiff ein Sonarsystem zur Suche nach U-Booten tragen. Eine Geschwindigkeit von bis zu 60 Knoten wurde unter optimalen Bedingungen, also in Küstennähe, bei gutem Wetter mit vergleichsweise niedrigem Seegang angestrebt. Dies sollte ausreichend schnell sein, um sowohl jede Art von U-Boot einholen und fast jeder Art von Torpedo davonfahren zu können.
Von 1981 bis 1984 wurde das Projekt in Selenodolsk entwickelt und die Schwarzmeerwerft „More“ (russisch „Море“) in Feodossija mit dem Bau beauftragt.

## Technik

### Rumpf

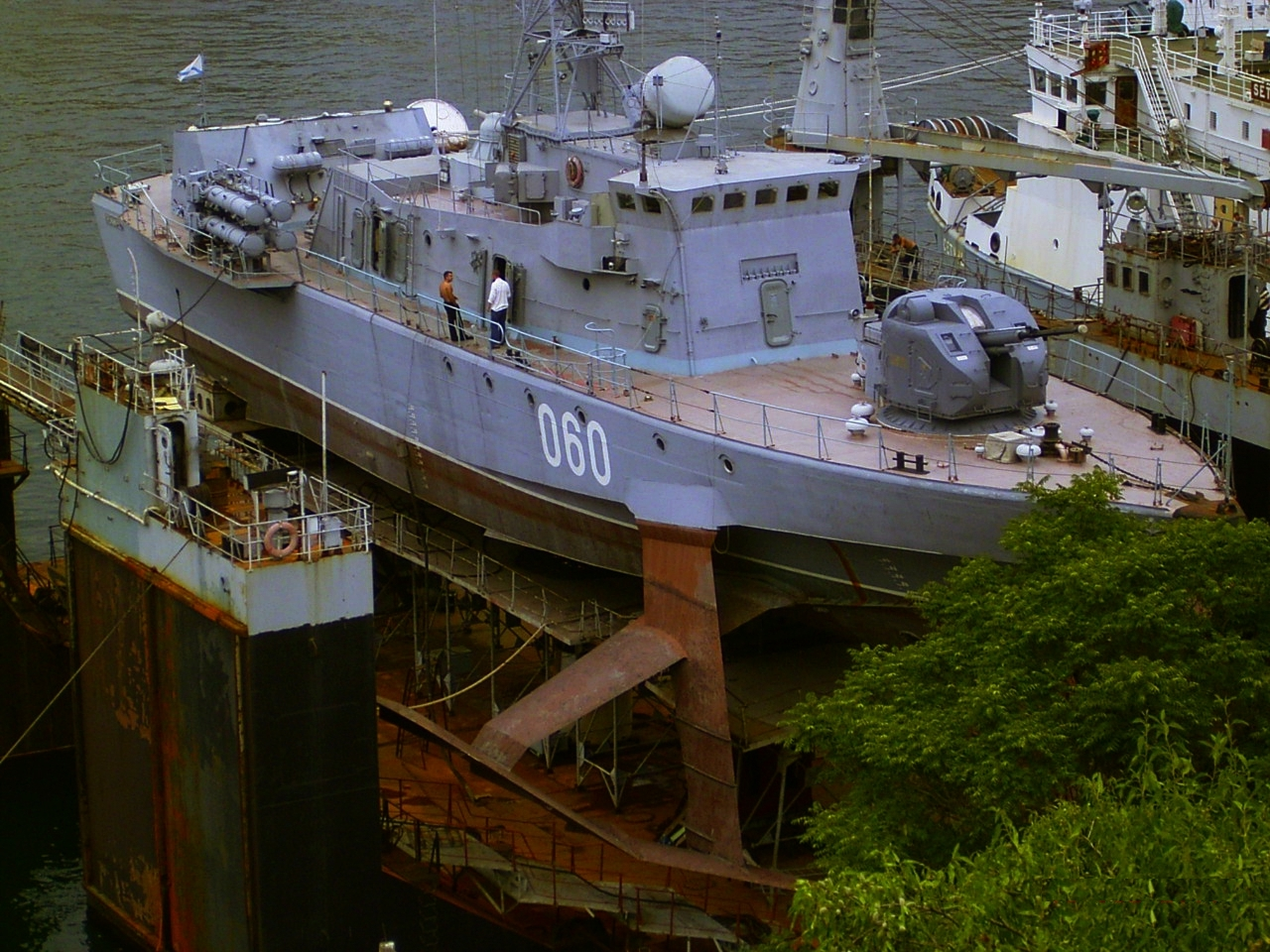
Projekt 11451 im Trockendock. Teile der Tragfügelkonstruktion sind unter dem Rumpf zu erkennen.

Der knapp 50 Meter lange Rumpf von Projekt 11451 weist mehrere Anpassungen auf, um sowohl die Funktionen als Tragflügelboot als auch die als U-Jagd-Fahrzeug erfüllen zu können.
Kurz hinter dem Bug sind an jeder Seite des Rumpfes je zwei Streben verschweißt, an deren Ende die Tragflügel befestigt sind. Betrachtet man die Konstruktion von vorn, laufen die Tragflügel beider Seiten in Richtung Kiel aufeinander zu. Sie sind an ihren äußeren Kanten nach oben abgeknickt. Die Breite der Schiffe wird durch die Tragflügel von 10,2 auf 21,2 Meter mehr als verdoppelt.
In der Rumpfmitte ist das Tauchsonar eingebaut. Die Kabeltrommel und die Mechanik zum Absenken des Sensorkopfes nehmen einen Großteil des Platzes im Mittelteil des Rumpfes und in den darüberliegenden Aufbauten ein. An der Rumpfunterseite ist im Fahrbetrieb jedoch nur eine kleine kreisrunde Öffnung zu erkennen. 
Im hinteren Schiffsteil befindet sich der Maschinenraum. Die drei Ausleger mit den Antriebsgondeln sind unterhalb des Hecks montiert, so dass Projekt 11451 bis zur Unterkante dieser Gondeln einen Tiefgang von 7,5 Metern erreicht. Bei Gleitfahrt hebt sich der Rumpf um 3,5 Meter aus dem Wasser und der Tiefgang reduziert sich auf vier Meter.

### Antrieb
Angetrieben wird Projekt 11451 von drei Gasturbinen. Der Antrieb setzt sich aus zwei verschiedenen Turbinentypen zusammen und gehört deshalb zur Klasse der „Combined Gas and Gas“-Systeme kurz COGAG. Je eine M10D-Turbine mit je 14.710 kW für hohe Leistung stehet an der Back- und der Steuerbordseite des Rumpfes und eine M 16.1-Turbine mit 7.355 kW für kraftstoffsparende Marschfahrt ist über dem Kiel verbaut. 
Durch das in der Rumpfmitte montierte Tauchsonar liegen die Maschinen zwangsläufig mitsamt ihrem Luftzufuhrsystem und der Schornsteinanlage im hinteren Teil des Rumpfes. Jede Turbine verfügt dabei über einen eigenen Ansaugstutzen, die nebeneinander an der hinteren Kante des Aufbaus eingebaut sind. Die Abgasauslässe sind in einem eigenen kleinen Aufbau am Heck zusammengefasst.
Die Turbinen übertragen ihre Energie nicht auf eine dahinterliegende Welle, sondern an ein Getriebe, das die Kraft an drei Antriebsgondeln überträgt, die auf je einem Ausleger unter dem Heck montiert sind. Jede dieser Gondeln treibt eine Welle mit zwei Propellern an – je einer an der Vorder- und einer an der Rückseite des stromlinienförmigen Gondelkörpers. 
Eine ähnliche Konstruktion findet sich sonst nur beim Projekt 1239 („Bora-Klasse“), bei dem die Gondeln jedoch auf der Spitze von absenkbaren Auslegern montiert sind, und nicht wie bei Projekt 11451 an fest mit dem Rumpf und miteinander verschweißten Auslegern.
Mit niedriger Leistung bei 12 Knoten Fahrt ermöglicht der Treibstoffvorrat der Boote eine Reichweite von 1.200 Seemeilen. Bei 50 Knoten Fahrt erhöht sich der Treibstoffverbrauch trotz der dann einsetzenden Gleitfahrt deutlich und die Reichweite sinkt auf 750 Seelmeilen.
Zum Steuern der Boote sind an der Achterkante des Hecks zwei kleine Ruderpropeller mit Kortdüsen montiert. 
Für Manöver bei sehr niedrigen Geschwindigkeiten ist im Bug ein Bugstrahlruder unter der Wasserlinie verbaut, so dass es nur bei Verdrängerfahrt eingesetzt werden kann.

### Sensoren
Projekt 11451 trägt zur Suche nach Luft- und Oberflächenkontakten ein Radar des Typs MR-220 (russisch „Рейд“) auf dem Hauptmast. 
Zur Feuerleitung des Hauptgeschützes und der AK-630M-Nahbereichsverteidigung ist ein MR-123-„Wympel“-Radarsensor (NATO: „Bass Tilt“) auf dem Peildeck über der Kommandobrücke installiert.
Die Suche nach U-Booten wird mit einem MG-369-Tauchsonar, auch als „Swesda M1-01“ bezeichnet, durchgeführt. Das Sonar kann bauartbedingt nur beim Stillstand oder sehr langsamer Fahrt von Projekt 11451 eingesetzt werden. Da der Sensor in der Mitte des Rumpfes durch eine Öffnung im Schiffsboden an einem Kabel abgesenkt wird, läuft die Konstruktion Gefahr, bei hoher Geschwindigkeit mit dem Kabel in die Propeller zu geraten.

### Bewaffnung
Auf der Back von Projekt 11451 ist ein 76-mm-L/60-Geschützturm des Typs AK-176M aufgestellt. Er ist mit einem Magazin im Rumpf gekoppelt, in dem rund 152 Granaten mitgeführt werden können.
Zur Nahbereichsverteidigung gegen Luft- und Bodenziele ist auf den hinteren Teil des Aufbaus eine sechsläufige 30-mm-L/54-Maschinenkanone AK-630M aufgesetzt. 
Hauptwaffe zum Einsatz gegen U-Boote sind zwei vierrohrige Werfer mit Torpedorohren im Kaliber 40 cm. Sie sind am Heck, je einer an Back- und Steuerbord auf Auslegern montiert, so dass sie ihre Torpedos nicht nur zur Seite, sondern auch in Richtung Heck oder Bug absetzen können. Die Munition für diese Rohre bildet der SET-40-Torpedo.

## Schiffe des Projekts 11451

### MPK-215
MPK-215 wurde am 17. Februar 1982 in Feodossija auf Kiel gelegt und lief am 8. August 1987 vom Stapel. Sie diente ab Dezember 1987 in der Schwarzmeerflotte. Im Jahr 2000 wurde sie außer Dienst gestellt und 2002 verschrottet. 

### MPK-220
MPK-220 wurde am 12. Mai 1984 auf Kiel gelegt und lief am 20. August 1990 vom Stapel. Sie diente ab Dezember 1990 in der Schwarzmeerflotte und erhielt 1998 den Namen Wladimirez.

### MPK-231
Der Bau von MPK-231 wurde 1989 begonnen, stockte aber wegen Finanzierungsproblemen. Das unfertige Boot wurde schließlich 1994 der Ukraine übergeben. Sein weiterer Verbleib ist unklar.

### Nummer 504
Das Schiff mit der Baunummer 504 wurde 1990 begonnen, ging aber 1994, erst zu 60 % fertig, an die Ukraine. Sein weiterer Verbleib ist unklar.

## Belege und Verweise